# Anthodioctes chiribogae
Anthodioctes chiribogae is een vliesvleugelig insect uit de familie Megachilidae. De wetenschappelijke naam van de soort is voor het eerst geldig gepubliceerd in 1999 door Urban.